# 고성 운흥사 대웅전
고성 운흥사 대웅전(固城 雲興寺 大雄殿)은 대한민국 경상남도 고성군 하이면, 운흥사에 있는 조선 시대의 대웅전이다.
1974년 2월 16일 경상남도의 유형문화재 제82호 안정사 대웅전으로 지정되었다가, 2018년 12월 20일 현재의 명칭으로 변경되었다.

## 개요
와룡산 중턱에 있는 운흥사는 통일신라 문무왕 16년(676)에 의상대사가 처음 지었다고 전한다. 그 뒤의 역사는 전하지 않지만, 임진왜란(1592) 때 사명대사가 승병을 이끌고 이곳에서 왜적과 싸웠다고 하며, 대웅전은 이 때 불타없어졌다. 그 뒤 영조 7년(1731)에 다시 지어져 오늘에 이르고 있다.
운흥사 대웅전은 앞면 5칸·옆면 3칸의 규모이며, 지붕 옆면이 사람 인(人)자 모양인 단순한 맞배지붕집이다. 지붕을 받치면서 장식을 하는 공포가 복잡한 다포식으로 기둥 위와 기둥 사이에도 포가 배치되어 있다.
대웅전 내부에는 괘불(경상남도 유형문화재 제61호)과 조선 후기에 제작한 경판(경상남도 유형문화재 제184호)등이 보관되어 있으며, 불단의 조각이 특히 화려하다.

## 현지 안내문
운흥사는 676년(신라 문무왕 16)에 의상대사가 창건하였다고 전한다. 비교적 인적이 드문 와룡산 깊은 산중에 자리하고 있는 까닭에, 임진왜란 때 사명대사가 승병 6천여 명을 이끌고 왜적과 싸운 곳이기도 하다. 이때 왜적에 의해 불 탄 것을 1651년(효종 2)에 다시 세웠으며, 대웅전은 1731년(영조 7)에 재건되었다. 대웅전 앞에 누각이나 탑이 없는 점이 특이하다. 아마 임진왜란 때 불탄 부속 건물들을 미처 복원하지 못했기 때문이 아닌가 추정된다.
이 대웅전은 정면 5칸, 측면 3칸의 다포계 맞배지붕 건물이다. 건물의 크기에 비해 기둥이 대단히 높아 건물이 실제보다 더 커 보인다. 기둥은 민흘림과 배흘림이 섞여 있는데, 배흘림기둥은 굵기나 곡선의 비율이 안정되어 있어 아름답다. 건물의 장식은 단순하게 처리했지만, 장식물의 간격이 일정하고 기둥과도 적절히 조화를 이루고 있다. 내부의 모습은 외부에 비해 훨씬 화려한데, 중앙을 향해 피어오르듯 처리한 장식은 미려함을 더해준다. 천장은 층급을 두고 중앙을 높게 처리함으로써 거대한 공간감을 느끼게 하였다. 부처가 거처한다는 수미단을 상징하는 불단 위에는 닫집을 씌움으로써 신성성을 더해주고 있다. 마루 틀을 짜고 그 사이에 넓은 널을 짧게 잘라 끼운 우물마루는 소박하면서도 고급스런 분위기를 자아낸다. 전체적으로 보아, 이 대웅전은 조선 후기 다포계 맞배집의 특성을 잘 나타내고 있다.

## 참고 자료
- 운흥사대웅전 - 국가유산청 국가유산포털